# Hierochloe pauciflora
Hierochloe pauciflora är en gräsart som beskrevs av Robert Brown. Hierochloe pauciflora ingår i släktet Hierochloe och familjen gräs. Inga underarter finns listade i Catalogue of Life.